# Intersensualität
Der Begriff Intersensualität im Sinne der Wissenschaftstheorie der Philosophie geht zurück auf einen Artikel von Rudolf Carnap: Die physikalische Sprache als Universalsprache der Wissenschaft (in: Erkenntnis 2, S. 432–465.)

## Kontext
Das Thema dieses Aufsatzes ist der Streit darüber, wie Protokollsätze aussehen, oder generell: Was Protokollsätze genau sind. Carnap möchte die Protokollsätze an die physikalischen Sätze koppeln. Er meint, die physikalische Sprache sei als Universalsprache der Einheitswissenschaft deshalb hervorragend geeignet, weil sie zum einen intersensual und zum anderen intersubjektiv ist.

## Begriff
Intersensual meint, dass ein physikalischer Satz grundsätzlich immer allen Sinnesgebieten zugeordnet werden kann. Ein Ton kann z. B. als graphische Anzeige auf einem Messinstrument sichtbar gemacht werden. Etwas Räumliches kann wiederum, wie z. B. bei Fledermäusen mittels Ultraschall, akustisch aufgenommen werden.